# ملعب نادي العروبة
ملعب نادي العروبة ملعب رياضي مخصص لاقامة مباريات كرة القدم، باللإضافة لألعاب القوى. يقع الملعب في منطقة الجوف الواقعة شمال المملكة العربية السعودية. بُني الملعب عام 1975. تبلغ طاقته الإستيعاب نحو 7.000 متفرج. يُعتبر الملعب المقر الرسمي لنادي العروبة السعودي.